# Sportgericht
Sportgerichte sind von Verbänden und Vereinen eingesetzte Organisationen zur Behandlung und Sanktionierung von Regelverstößen gegen das Sportrecht in den einzelnen von ihnen organisierten Sportarten. Es handelt sich dabei also nicht um öffentliche Gerichte, sondern um privatrechtliche Schiedsgerichte.

## Organisation
Viele sportliche Dachverbände, wie z. B. der Deutsche Fußball-Bund (DFB) oder der Deutsche Eishockey-Bund (DEB), betreiben Sportgerichte, welche für die Abarbeitung von Anzeigen, Straffällen und sportlichen Streitfällen zuständig sind. 
Oft werden die Sportgerichte in Zuständigkeitsklassen aufgeteilt: Kreissportkammer, Bezirkssportkammer, Verbandssportkammer und Höchstes Sportgericht auf Organisationsebene, oder in Zuständigkeitsbereiche, wie z. B. Jugendsportgerichte.

## Tätigkeit
Sportgerichte sprechen vereins- oder personenbezogene Strafen aus. Diese reichen von Ermahnungen für Sportler bis hin zu Geldstrafen, Spieler- und Vereinssperren, Aberkennung von Toren und Punkten sowie Versetzung in andere Spielklassen oder Tätigkeitsverbote für Vereinsfunktionäre. Dabei bleiben als einzige Rechtsgrundlage die Satzung und Ordnungen sowie die Regeln der jeweiligen Dachorganisation. Urteilsgrundlage sind die von den Verbänden aufgestellten Regeln, Satzungen und Ordnungen, an die sich jeder in einer Dachorganisation als Mitglied gemeldeter Verein halten muss. 
Sportgerichte sorgen für einen geregelten Spiel- und Sportbetrieb und für die notwendige Gerechtigkeit in den jeweiligen Spielbetrieben. Sie sind für alle organisierten Vereine und Verbände zuständig.